# Virtuelle Welt
Als virtuelle Welt wird die Darstellung und gleichzeitige Wahrnehmung der Gesamtheit einer Welt von Objekten einer scheinbaren Gegenständlichkeit im dreidimensionalen Raum in einer in Echtzeit computergenerierten, interaktiven virtuellen Umgebung bezeichnet.

## Begriffsbestimmungen und nähere begriffliche Eingrenzung
Der Benutzer greift auf eine computersimulierte, aus Bildeindrücken der Künstlichkeit bestehende Welt zu, die dem Benutzer Wahrnehmungsreize präsentiert, welcher wiederum Elemente der modellierten Welt manipulieren kann und dadurch eine gewisse Präsenz erfährt. Solche modellierten Welten und ihre Regeln können aus der Realität oder aus Fantasiewelten schöpfen. Beispielregeln sind Schwerkraft, Topographie, Fortbewegung, Echtzeitaktionen und Kommunikation. Die Kommunikation zwischen den Benutzern kann durch Text, grafische Symbole, visuelle Gesten, Geräusche und seltener durch Berührung, Sprachsteuerung und Änderung des Gleichgewichts erfolgen.
Virtuelle Welten sind nicht auf Spiele beschränkt, sondern können, je nach Grad der Unmittelbarkeit, auch diverse einfache Webanwendungen wie etwa Computerkonferenzen oder textbasierte Chaträume umfassen. Manchmal sind Emoticons z. B. „Smilies“ verfügbar, um Gefühle oder Gesichtsausdrücke zu zeigen. Emoticons haben oft eine Tastenkombination. Edward Castronova, ein Wirtschaftswissenschaftler, argumentierte, dass „synthetische Welten“ ein besserer Begriff für diese Cyberräume seien, doch hat sich dieser Begriff nicht allgemein durchgesetzt.

### Besondere Konfigurationen und Aspekte von virtuellen Welten

#### Multi User Virtual Environments

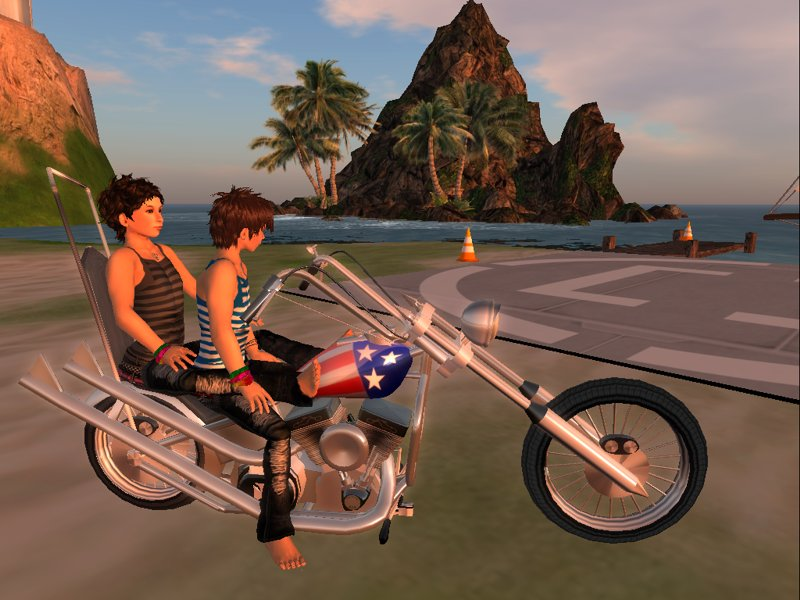
Anwender, die in dem MUVE „Second Life“ mit ihren Avataren eine virtuelle Welt erkunden

Twinity, IMVU oder Second Life sind Beispiele für „Multi User Virtual Environments“ („MUVEs“). Bei diesen virtuellen Welten steht weder das Spielen im Vordergrund, noch wird der Anwender – wie bei zahlreichen Spielen – dazu gezwungen, eine andere Rolle als die seiner eigenen Person einzunehmen. Das Unternehmen Google wollte mit der Plattform Google Lively etwas in die gleiche Richtung Gehendes wie die vorgenannten MUVE-Implementierungen realisieren, doch wurde das betreffende Projekt mittlerweile eingestellt.

#### Virtuelle Realität
Die Virtuelle Realität, kurz VR, wird in der virtuellen Welt erzeugt. Zur Entstehung einer sogenannten „virtuellen Realität“ wird der Versuch unternommen, das Konzept der virtuellen Welt auf die Spitze zu treiben: mit hohem computertechnischen Aufwand wird angestrebt, der virtuellen Welt und insbesondere den Objekten, die in ihr generiert werden, ein Höchstmaß an technischer Perfektion angedeihen zu lassen. Dafür werden Computer mit Hochleistungsgrafik-Hardware und Software höchster Bildauflösungsqualität zum Einsatz gebracht. Ein solcher Anspruch des Generierens von „virtueller Realität“ wird beim computergrafischen Erarbeiten gewöhnlicher virtueller Welten nicht gehegt.

## Generierung virtueller Welten

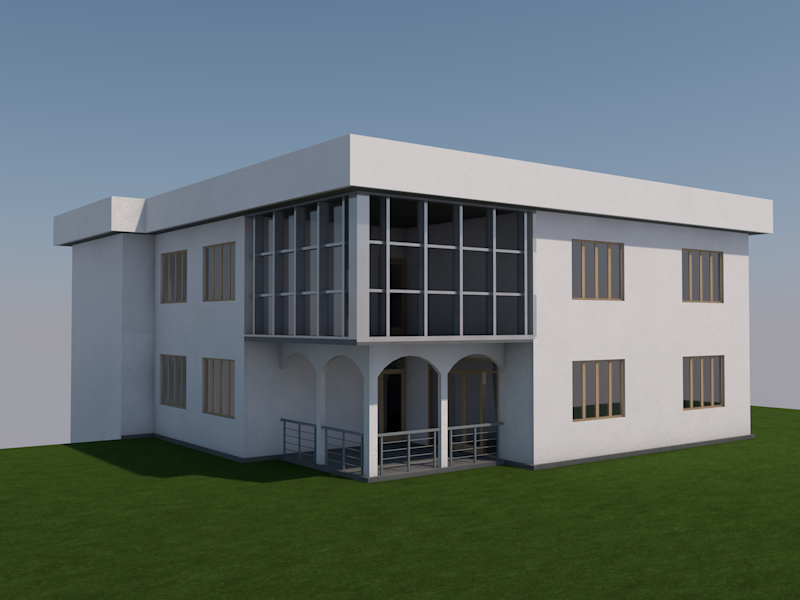
Anwendung der Generierung virtueller Welten in der Architekturinformatik

Eine Zeitlang schien es, als könnten grafische Modellierungssprachen wie VRML (Virtual Reality Modelling Language) zu einem brauchbaren Instrument zur Generierung virtueller Welten werden. Ende der 1990er Jahre befand sich VRML in einer Hochphase, wobei VRML einen eigenen Standard darstellt. Der VRML-Standard wurde von X3D (Extensible 3D) beerbt, allerdings hat sich letzterer am Markt noch nicht vollständig etabliert. Zugleich sieht es so aus, als hätten viele Computergrafiksoftwarefirmen ihre firmeneigenen Computergrafik-Kernmodule entwickelt, die oft als Ausgangsbasis zur Entwicklung von Virtuelle-Welt-Anwendungen verwendet werden.
Ein besonderes Interesse an diesem Thema gibt es in der Architektur- und in der Bauinformatik. Dort geht es darum, architektonische und bautechnische Ideen zu visualisieren. Aber auch die Computerspielindustrie ist beständig an diesem Thema „dran“.

## Spiele und Spielfiguren in virtuellen Welten
Eine virtuelle Welt ist eine computergestützte simulierte Umgebung, die von vielen Benutzern bevölkert sein kann, die einen persönlichen Avatar erstellen und gleichzeitig und unabhängig voneinander die virtuelle Welt erkunden, an ihren Aktivitäten teilnehmen und mit anderen kommunizieren können. Diese Avatare können textliche, zwei- oder dreidimensionale grafische Darstellungen oder Live-Video-Avatare mit Hör- und Tastsinnesempfindungen sein. Im Allgemeinen ermöglichen virtuelle Welten mehrere Teilnehmer, aber auch Einzelspieler-Computerspiele, wie z. B. Skyrim, können als eine Art virtuelle Welt betrachtet werden.
Massively-Multiplayer-Online-Spiele (MMORPG) stellen ein breites Spektrum von Welten dar, darunter solche, die auf Science-Fiction, der realen Welt, Superhelden, Sport, Horror und historischen Milieus basieren. Die häufigste Form solcher Spiele sind Fantasy-Welten, während solche, die auf der realen Welt basieren, relativ selten sind. Die meisten MMORPGs verfügen über Aktionen und Kommunikation in Echtzeit. Die Spieler erschaffen jeweils einen Charakter, der zwischen Gebäuden, Städten und Welten reist, um geschäftlichen oder privaten Aktivitäten nachzugehen. Kommunikation erfolgt in der Regel in Textform, aber auch Sprachkommunikation in Echtzeit ist möglich. Die verwendete Kommunikationsform kann die Erfahrung der Spieler im Spiel erheblich beeinflussen.

### Software
Abgesehen davon, dass grundlegend alles auf der Spiel-Engine basiert, gibt es zwei Möglichkeiten der Umsetzung einer virtuellen Welt. Die erste Möglichkeit ist die des Einzelspielers. Hier kann nur eine Person der virtuellen Welt beitreten. Die zweite Möglichkeit ist die der Mehrspieler. Virtuelle Welten, in die mehrere Personen beitreten können, haben einmal die Server-Software und die Client-Software. Die Server-Software wird meistens auf Servern, welche in Rechenzentren stehen, betrieben. Bei der Clientsoftware ist es unterschiedlich. Oftmals muss die Software installiert werden. Sie kann aber auch als Browser-Plug-in, wie z. B. früher Flash-Inhalte, direkt aus dem Internet genutzt werden.

### Avatare
Jeder Besucher wird durch einen Avatar vertreten. Dieser kann aus der Egoperspektive, Third-Person-Perspektive oder Vogelperspektive beobachtet und gesteuert werden.
Derzeit ist es nicht möglich, zwischen den verschiedenen virtuelle Welten mit dem eigenen Avatar zu reisen. Einzige Ausnahme sind auf der Software Opensim basierende virtuelle Welten, welche das sogenannte HyperGrid-Protokoll einsetzen, sowie Teleports zwischen dem Second Life Beta Grid und Opensim-Welten.

### Physikalische Gesetze
Diese Software beschreibt auch die physikalischen Gesetze der virtuellen Welt. Wie schnell sich ein Avatar bewegen kann, ob er fliegen kann, wie weit etwas fliegt, wenn man es wirft, ob Licht in Fensterscheiben gebrochen wird und Bäume Schatten werfen. Da aber die Designer der virtuellen Welt all dies bestimmen können, kommt es oft vor, dass die physikalischen Gesetze einer virtuellen Welt sich recht stark von denen der irdischen physikalischen Gesetze unterscheiden. Bestes Beispiel sind fliegende und zaubernde Avatare in World of Warcraft.

## Geschichte
Das Konzept der virtuellen Welten ist deutlich älter als der Computer. Der römische Naturforscher Plinius der Ältere interessierte sich bereits für die Wahrnehmungstäuschung. Im zwanzigsten Jahrhundert erforschte der Kameramann Morton Heilig die Schaffung des Sensorama, eines Theatererlebnisses, das die Sinne des Publikums – Sehen, Klang, Gleichgewicht, Geruch, sogar Berührung (über den Wind) – stimulieren und sie so besser in die Inszenierungen einbeziehen sollte.
Zu den frühesten virtuellen Welten, die durch Computer implementiert wurden, gehörten Virtual-Reality-Simulatoren, wie zum Beispiel die Arbeit von Ivan Sutherland. Solche Geräte zeichneten sich durch Head-Mounted Displays und andere Arten der Simulation von Sinneseindrücken aus. Zeitgenössische virtuelle Welten, insbesondere die Multi-User-Online-Umgebungen, entstanden größtenteils unabhängig von dieser Forschung, die primär von der Spielwarenindustrie forciert wurde. Während die klassische sensorische Nachahmung der virtuellen Realität darauf beruht, das Wahrnehmungssystem auszutricksen, damit es eine immersive Umgebung erlebt, beruhen virtuelle Welten in der Regel auf mental und emotional ansprechenden Inhalten, die ein immersives Erlebnis hervorrufen.
Maze War war das erste vernetzte 3D-Mehrbenutzer-Ego-Shooter-Spiel. Maze führte das Konzept der Netzwerkspiele in den Jahren 1973–1974 ein, die sich gegenseitig in einem Labyrinth jagen". Es wurde auf dem ARPANET (Advanced Research Projects Agency Network) gespielt, einem Vorläufer des Internets, das vom Verteidigungsministerium der Vereinigten Staaten für den Einsatz in Universitäts- und Forschungslabors finanziert wurde. Das erste Spiel konnte nur auf einem Imlac gespielt werden, da es speziell für diese Art von Computer entwickelt wurde.
Die ersten im Internet präsentierten virtuellen Welten waren Gemeinschaften und Chatrooms, von denen sich einige zu MUDs und MUSHes entwickelten. Der erste MUD, bekannt als MUD1, wurde 1978 veröffentlicht. Das Akronym stand ursprünglich für Multi-User Dungeon, wurde später aber auch zu Multi-User Dimension und Multi-User Domain. Ein MUD ist eine virtuelle Welt mit vielen Spielern, die in Echtzeit miteinander interagieren. Die frühen Versionen waren textbasiert, boten nur eine begrenzte grafische Darstellung und benutzten oft eine Befehlszeilenschnittstelle. Die Benutzer interagieren in Rollen- oder Wettbewerbsspielen, indem sie Befehle eingeben, und können Beschreibungen der Welt und anderer Spieler lesen oder anzeigen. Mit solchen frühen Welten begann das Erbe des MUD, das schließlich zu Massively Multiplayer Online Role-Playing Games, besser bekannt als MMORPGs, führte, einem Genre von Rollenspielen, bei dem eine große Anzahl von Spielern innerhalb einer virtuellen Welt interagiert.
Einige Prototypen virtueller Welten waren WorldsAway, eine zweidimensionale Chat-Umgebung, in der Benutzer ihre eigenen Avatare entwarfen; Dreamscape, eine interaktive Gemeinschaft mit einer virtuellen Welt von CompuServe; CitySpace, ein pädagogisches Netzwerk- und 3D-Computergrafikprojekt für Kinder; und The Palace, eine zweidimensionale, von der Gemeinschaft gesteuerte virtuelle Welt. Der Verdienst für die erste virtuelle Online-Welt geht jedoch in der Regel an  Habitat, das 1987 von LucasFilm Games für den Computer Commodore 64 entwickelt wurde und auf dem Quantum Link-Dienst (dem Vorläufer von America Online) lief.
1996 startete die Stadt Helsinki in Finnland, mit der Helsinki Telephone Company (seit der Elisa-Gruppe) die erste virtuelle 3D-Online-Darstellung, die eine ganze Stadt abbilden sollte. Das Projekt Virtual Helsinki wurde schließlich in Helsinki Arena 2000 Projekt umbenannt, und Teile der Stadt im modernen und historischen Kontext wurden in 3D gerendert.
Im Jahr 1999 wurde Whyville.net, die erste virtuelle Welt speziell für Kinder, mit einer Basis im spielbasierten Lernen und einer der frühesten auf virtueller Währung basierenden Wirtschaften ins Leben gerufen. Kurz danach, im Jahr 2000, startete Habbo und wuchs zu einer der beliebtesten und am längsten bestehenden virtuellen Welten mit Millionen von Benutzern auf der ganzen Welt heran.